# Oaklands
Oaklands est un village australien situé dans la zone d'administration locale de Federation en Nouvelle-Galles du Sud. La population s'élevait à 349 habitants en 2016.

## Géographie
Le village est établi dans la Riverina, à 615 km de Sydney et à 105 km au nord ouest d'Albury
La principale ressource du village est l'agriculture avec les céréales dont le riz.
La région abrite une orchidée, Oaklands Diuris qu'on ne trouve que dans la région et qui est considérée comme une espèce menacée.

## Histoire
Une voie de chemin de fer de gabarit standard venant de Sydney fut prolongée de Lockhart à Oaklands en 1912 jusqu'à sa fermeture au sud de Boree Creek. Une voie à grand gabarit venant de Melbourne fut prolongée de Yarrawonga à Oaklands en 1938, ce qui permit au village d'être pendant longtemps un point de transbordement ferroviaire.
Oaklands fait partie du comté d'Urana jusqu'en 2016, quand celui-ci est intégré au sein de la zone d'administration locale de Federation.